# Hisayoshi Takeda
Hisayoshi Takeda (武田 久吉, Takeda Hisayoshi), 2 mars 1883 – 7 juin 1972, est un botaniste, phycologue, traducteur et explorateur japonais, fils de Takeda Kane et Ernest Satow, le fameux diplomate britannique.

## Biographie
Après son diplôme d'études secondaires, Takeda fonde la « Société japonaise d'histoire naturelle » avec quelques camarades et en 1905 est membre fondateur du « Club Alpin du Japon » étant un alpiniste passionné et explorateur botanique. Entre 1910 et 1916, Takeda étudie la botanique en Angleterre, d'abord à Kew puis à Birmingham. À son retour au Japon, il suit une formation académique aux universités de Kyoto, Kyushu et de Hokkaido.
Il est connu pour la campagne qu'il a entreprise pour préserver les terres d'Oze qui sont de nos jours le parc national d'Oze.

## Quelques publications
- 1910. New or noteworthy plants. Gardeners Chronicle 48 : 366 fig. 153. Réimprimé en 1913 : Feddes Repert. 12, 319-320

### Comme traducteur
- Okabe, M. 1940. Investigation of the medicinal plants found on the Palau islands, their virtues and popular remedies. Bulletin of Tropical Industry, Palau 5 Tokyo (traduction Hisayoshi Takeda, décembre 1952)

### Ouvrages
- 1938. Alpine flowers of Japan, descriptions of one hundred select species together with cultural methods. Ed. The Sanseido Co. Ltd. Tokyo. xiii, 31, [1] 11 pp.
- 1959. Alpine flora of Japan in colour (títre en japonais et anglais; texte en japonais et nomenclature en latín). Ed. Hoikusha, Osaka. 109 pp. (2e ed. en 1960)
- 1971. Robō no sekibutsu (folclore, temas religiosos y culturales). Ed. Dai Ichi Hōki Shuppan, Tokio. 257 pp.
- 1971. Meiji no yamatabi (plantas de montaña). Ed. Sōbunsha. Tokio. 276 pp.
- 1975. Alpine Flora of Japan in Colours. Vol. II 2. Ed. Japan Hoikuska Publ. Co. 118 pp. + 28 illust.

### Éponymes
- (Asteraceae) Senecio takedanus Kitam.[2]
- (Asteraceae) Tephroseris takedana (Kitam.) Holub[3]
- (Campanulaceae) Adenophora takedai Makino[4]
- (Dipteridaceae) Phymatodes takedai Nakai[5]
- (Gentianaceae) Gentianella takedai (Kitag.) Satake[6]
- (Poaceae) Festuca takedana Ohwi[7]
- (Polypodiaceae) Microsorum takedai (Nakai) H.Ito[8]
- (Polypodiaceae) Polypodium takedai (Nakai) C.Chr.[9]
- (Primulaceae) Primula takedana Tatew.[10]
- (Urticaceae) Urtica takedana Ohwi[11]